# Nắp ấm Úc
Cephalotus là chi duy nhất chứa loài duy nhất Cephalotus follicularis trong họ Cephalotaceae ở tây nam Úc. Nó là một dạng cây nắp ấm, nói chung cũng hay được gọi là nắp ấm Úc, nắp ấm Albany, cây bắt ruồi hay cây mocassin hoặc nắp ấm Tây Australia.
Loài cây này sinh ra hai loại lá: một loại có chức năng bắt côn trùng, một loại không có chức năng này. Loại có chức năng bắt côn trùng nhìn bề ngoài giống như một chiếc giày moccasin nhỏ màu xanh lục.
Giống như nhiều loài nắp ấm khác, cây nắp ấm này có lông răng, là một vòng tròn chứa các gai nhỏ hướng xuống dưới và bao quanh lối vào ấm (lá hình ấm), và một nắp. Nắp này có tác dụng ngăn không cho nước mưa vào quá nhiều để hòa tan hết các enzym tiêu hóa của nó. Nắp có các miếng chứa các tế bào trong mờ nhằm làm cho côn trùng bị lúng túng nhờ bề ngoài tương tự như một mảng của bầu trời.
Sự phân loại họ Cephalotaceae vào trong bộ Tai hùm (Saxifragales) đã bị từ bỏ. Trong các hệ thống phân loại đang phát triển và mới thì họ này được đưa vào trong bộ Chua me đất (Oxalidales); những hệ thống khác đặt nó (có lẽ sai lầm) vào trong bộ Hoa hồng (Rosales).